# Вулиця Даля (Луганськ)
Вулиця Даля — найстаріша вулиця Луганська, що розташована в Ленінському районі міста.

## Історія
Вулиця з'явилася з появою Ливарного заводу. Вулиця була забудована одноповерховими мергельними будинками з входом з двору, огороджені дерев'яними парканами з ворітьми. Історична назва вулиці Англійська походить від перших її мешканців — англійських спеціалістів, що обіймали керівні посади на Луганському заводі.

## Забудова
Вулиця була забудована одноповерховими будинками. Головною її особливістю було те, що будинки конструювалися з мергелю — будівельної сировини місцевого походження, тобто були кам'яними. На жаль зберігся лише один такий будинок. Нині в ньому розташований музей Володимира Даля.
Перша двоповерхова споруда з'явилася на вулиціна початку 80-х років XIX століття. Ця будівля збереглася до нашого часу, в ній розташована фізіотерапевтична поліклініка.
Нині вулиця забудована дво-, три-, та чотириповерховими будинками.

## Пам'ятки архітектури
За інформацією відділу Луганської міської ради з питань охорони культурної спадщини на вулиці Даля налічується 5 пам'яток архітектури.

### Водолікарня
Будівля Водолікарні з'явилася на початку 1880-х років і була першою двоповерховою будівлею на англійській вулиці. Будівля збудована в стилі ампір, прикрашена чотириколонним портиком.
Будинок було збудовано для Гірничого відомства. Пізніше у будівлі знаходилась бібліотека заводу, яка складалася з понад 3 тисяч книжок спеціалізованої технічної та художньої літератури російською, англійською, німецькою та французькою мовами, а також мінералогічний музей.
В 1918 році будівля була резиденцією уряду Донецько-Криворізької республіки. З квітня того ж року тут розміщувався штаб 5-ой Української армії під командуванням Климента Ворошилова. В 1920-х роках будинок зайняв місцевий осередок організації «Юний Спартак». В 1927 році після відкриття мінерального джерела було організовано водолікарню, яка функціонує і в наш час.

### Музей
Музей, присвячений життю та діяльності Володимира Даля було створено 22 листопада 1986 року в будинку, де народився майбутній лікар, письменник та лексикограф.
Експозиція музею представлена особистими речами та предметами побуту Володимира Даля та членів його родини. В музеї зберігається повне зібрання творів Даля в 10-ти томах 1897–1989 років, колекція видань Тлумачного словника російської мови тощо. Також у фондах музею зберегаються твори письменника, видані в 1836–1855 роках, та його наукові праці.
Літературний музей Даля є філією музею історії та культури міста Луганська.

## Пам'ятник Володимирові Далю
На початку 1980-х років навпроти будівлі водолікарні було встановлено пам'ятник російському лексикографу Володимирові Далю, який залишався протягом тривалого часу єдиним у світі. Пам'ятник являє собою бетонну скульптуру, покриту міддю, заввишки 4,5 метри, яку встановлено на гранітному п'єдесталі. Авторами скульптури є архітектор Георгій Головченко та скульптори Ілля Овчаренко і Василь Орлов.

## Галерея

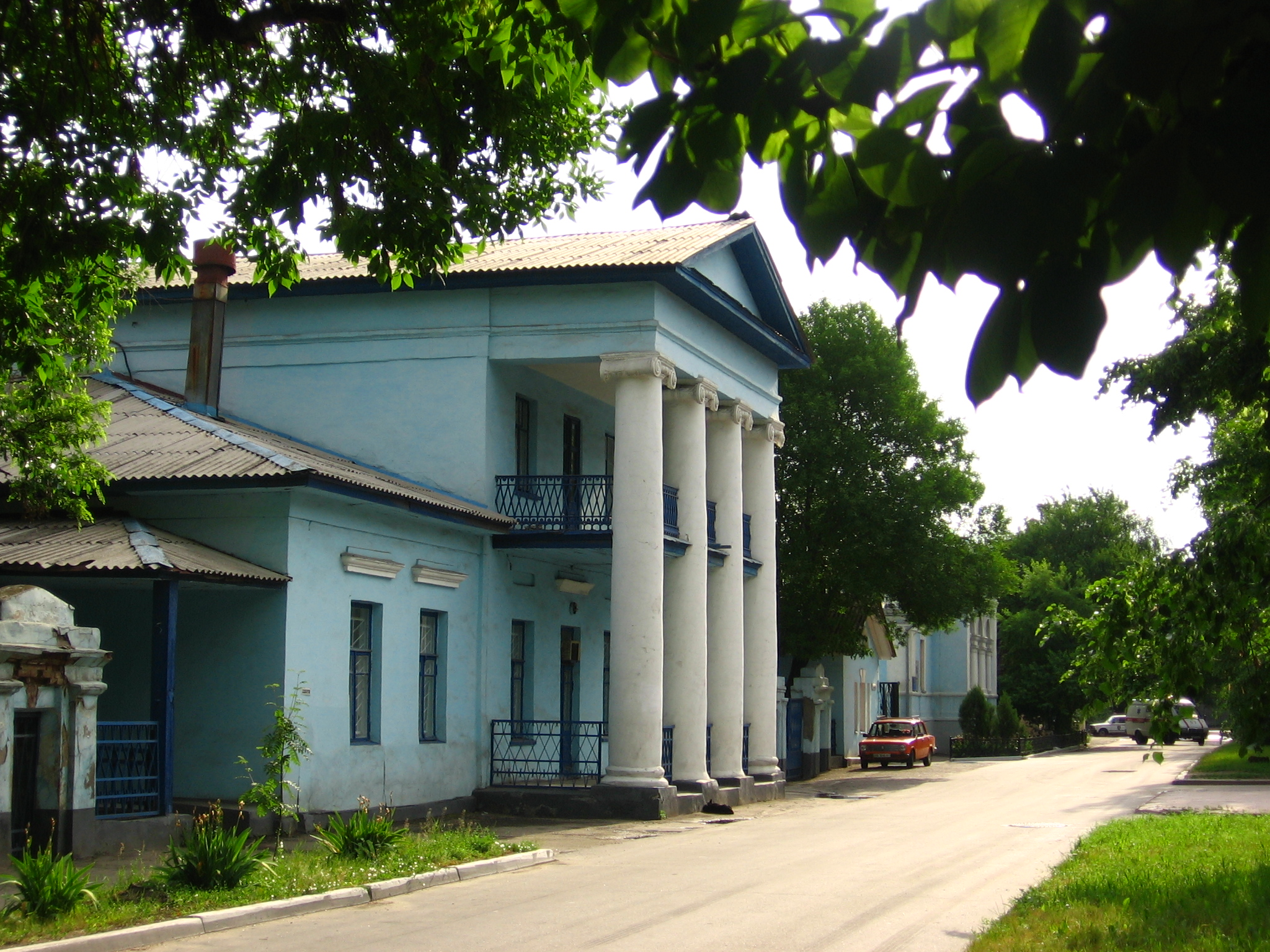
Луганська водолікарня
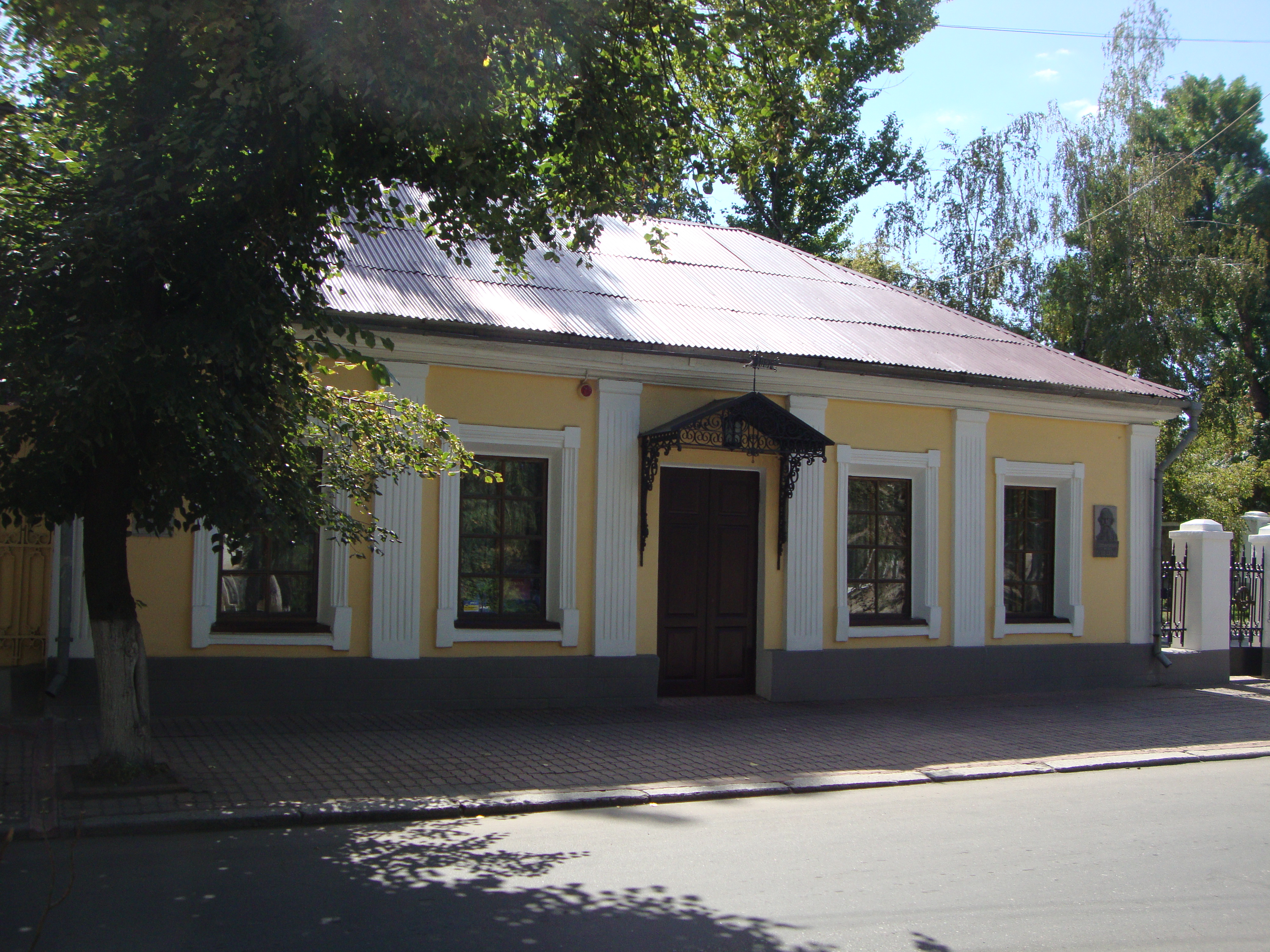
Музей Даля
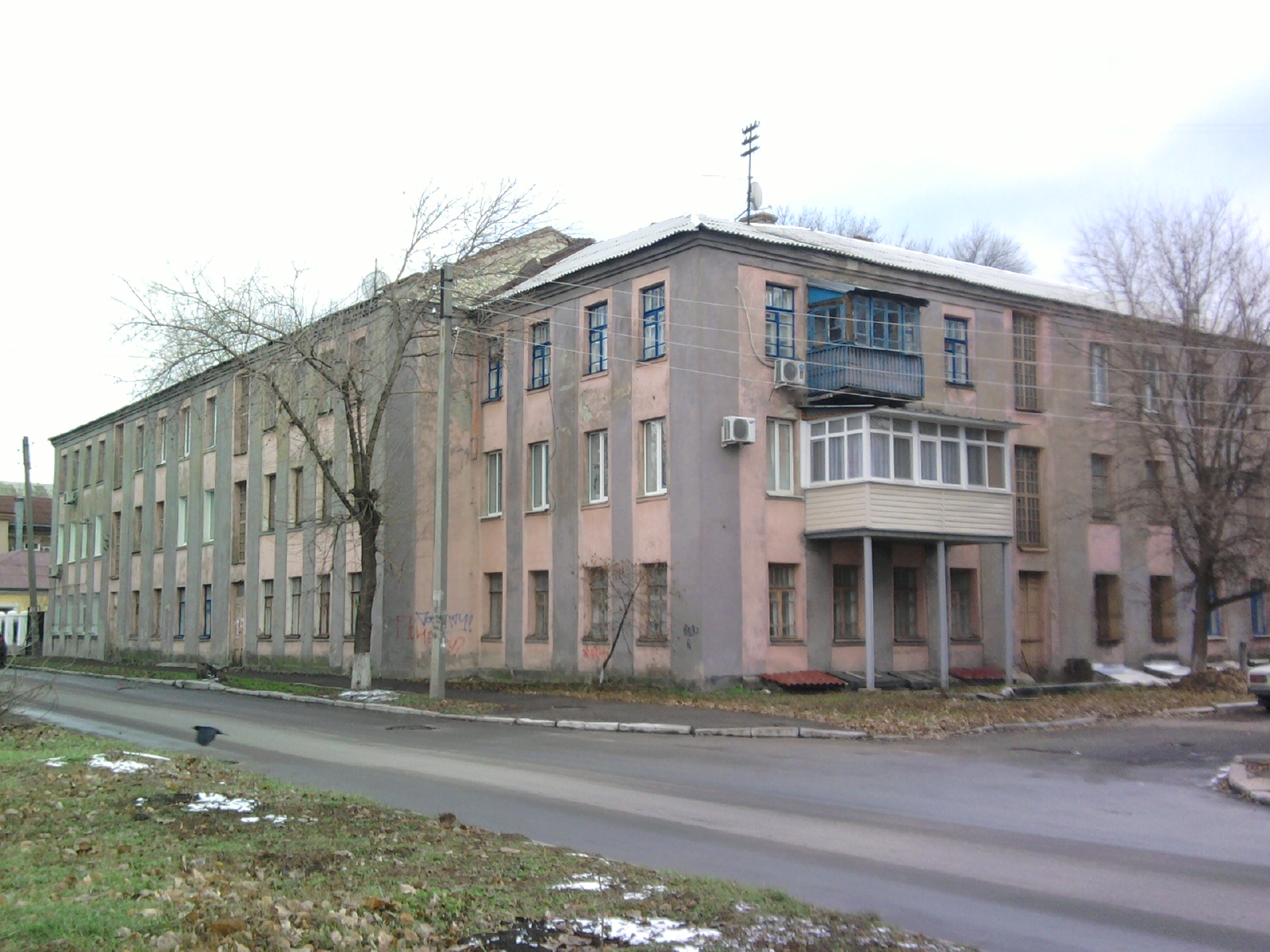
Житловий будинок №14